# Jurica Buljat
Jurica Buljat (Zadar, 12. rujna 1986.) hrvatski je nogometaš. Trenutačno igra za Novalju.

## Klub
Stasiti je stoper krenuo s nogometom u rodnom mu Zadru, gdje ga je iz Zemunika doveo Stanko Mršić. Kod njega je i debitirao u utakmici protiv Hajduka (0:4). Prve je minute u prvih 11 zabilježio pod vodstvom Vjerana Simunića, igrajući sezone kada je Zadar ispao iz 1. lige. Nakon toga primijetio ga je sportski direktor Hajduka Igor Štimac, te ga doveo na Poljud. Prve sezone na Poljudu nije se baš iskazao, većinom varirajući između klupe i tribina, a momčad je nizala mizerne rezultate. U igru ga je uveo Luka Bonačić tek pred kraj sezone, kada više nije bilo velikog rezultatskog imperativa.
Pod vodstvom novog trenera Zorana Vulića dobio je više prilika koje je solidno iskoristio. Igrao je na poziciji stopera ili, eventualno, desnog braniča kada je izostao kapetan Darko Miladin. Iskazao se topovskim, no ne baš preciznim udarcem, te solidnim prodorima i centaršutevima s desne strane terene, ali ponekad i nervoznim i grubim prekršajima. Sam Vulić tvrdio je da od mladih igrača on najviše napreduje. No, iako je dobro igrao, zbog naglog karaktera trener ga je kasnije sve više ostavlja na klupi. Na proljeće se nije izborio za standardno mjesto u momčadi, ali je trener Ivan Pudar računao na njega i u novoj sezoni, više na desnom boku nego kao na stopera. I te naredne sezone s 3 trenera više je zamjena igračima iz prve momčadi nego među njima. 
U svojoj četvrtoj sezoni na Poljudu izborio se za veću minutažu, a nakon ozljede Borisa Živkovića i dolaska Ante Miše za trenera napokon postaje standardni prvotimac. U vrijeme trenera Poklepovića je napravio najveći pomak u svojoj igri te biva pozvan na okupljanja reprezentacije.
Nakon šest godina na poljudu odlazi za milijun eura u izraelski Maccabi Haifu.
U siječnju 2017. je Buljat potpisao za uzbekistanski Pakhtakor iz Taškenta.
Potom je se Buljat pridružio bjeloruskom BATE Borisovu.
Statistika u Hajduku
| Natjecanje        | Nastupi | Zgoditci |
| ----------------- | ------- | -------- |
| Prvenstvo         | 97      | 2        |
| Kup               | 19      | 0        |
| Superkup          | 1       | 0        |
| Međunarodne       | 16      | 1        |
| Splitski podsavez | 0       | 0        |
| Ukupno            | 133     | 3        |
| Prijateljske      | 34      | 6        |
| Sveukupno         | 167     | 9        |

## Reprezentacija
U mladoj reprezentaciji Hrvatske zabilježio je 4 nastupa, prvi u Đakovu, 19. travnja 2005. protiv Mađarske. Češće ga je počeo zvati Dražen Ladić, iako je ulazio s klupe. Nakon što njega i Tomislava Bušića Hajduk nije pustio na pripreme mlade reprezentacije, izbornik je zaprijetio da ih više neće zvati. Ipak, kasnije je došlo do kompromisa na relaciji izbornik-klub. 
Za A reprezentaciju je debitirao 26. svibnja 2010. u prijateljskoj utakmici protiv Estonije ušavši umjesto Milana Badelja u 88. minuti.